# Merlin (Albéniz)
Merlin är en opera i tre akter med musik av den spanske tonsättaren Isaac Albéniz och libretto av engelsmannen Francis Money-Coutts som delvis bygger på Thomas Malorys roman Le Morte d'Arthur.

## Historia
Albéniz hade ambitionen att göra succé som operatonsättare i början av 1900-talet. Han bosatte sig i London och samarbetade med Francis Money-Coutts (som var arvinge till en stor bankirfamilj). Operan tillkom mellan 1897 och 1902, och var tänkt att vara den första delen i en trilogi som skulle följas av Launcelot (som aldrig fullbordades) och Guinervere (som aldrig påbörjades).
När Albéniz dog 1909 hade han endast hört förspelet framföras orkestralt. 1905 framfördes operan av solister i ett konsertant framförande till pianoackompanjemang. Sedan dröjde det ända till den 18 december 1950 innan en nerkortad version framfördes med spansk text på Tívoli Theatre i Barcelona. Hela operan med det engelska librettot spelades konsertant i Madrid den 20 juni 1998 och en studioinspelning med Plácido Domingo gjordes år 2000. Inspelningen banade väg för operans första framförande i sin helt den 28 maj 2003 (101 år efter dess fullbordan) på Teatro Real i Madrid.

## Personer
- Merlin (baryton)
- Morgan le Fay (kontraalt)
- Kung Arthur (tenor)
- Nivian (sopran)
- Mordred (baryton)
- Gawain (tenor)
- Kung Lot av Orkney, Gawains fader (bas)
- Sir Ector de Maris (baryton)
- Sir Pellinor (baryton)
- Kay (tenor)
- Ärkebiskopen av Canterbury (bas)